# Världsmästerskapet i ishockey för damer 2011
Världsmästerskapet i ishockey för damer 2011 spelades i Winterthur och Zürich, Schweiz mellan den 16 och 25 april 2011. Det blev bestämt på IIHF:s möte i Köln den 22 maj 2010. USA vann VM-guldet för tredje gången i rad och tog sitt fjärde guld totalt, före Kanada och Finland medan Kazakstan åkte ur Division 1 och ersätts av Tyskland i världsmästerskapet 2012.
De åtta deltagande länderna var indelade i två grupper med fyra lag i varje. De två gruppettor, Kanada och USA, kvalificerade sig direkt till semifinalerna, medan lag två och tre spelade kvartsfinaler. De båda gruppfyrorna spelade mot varandra om att undvika att flyttas ned i en serie i bäst av tre matcher.

## Toppdivisionen

### Gruppspel

#### Grupp A
Grupp A spelas i Zürich och Winterthur.
Not: Ettan direkt till semifinal, tvåan och trean spelar kvartsfinal, fyran får spela för att hålla sig kvar
| Plats | Lag       | SP | V | VÖ | FÖ | F | GM | IM | MSK | Poäng |
| ----- | --------- | -- | - | -- | -- | - | -- | -- | --- | ----- |
| 1     | USA       | 3  | 3 | 0  | 0  | 0 | 27 | 2  | +25 | 9     |
| 2     | Sverige   | 3  | 2 | 0  | 0  | 1 | 11 | 10 | +1  | 6     |
| 3     | Ryssland  | 3  | 1 | 0  | 0  | 2 | 6  | 21 | -15 | 3     |
| 4     | Slovakien | 3  | 0 | 0  | 0  | 3 | 1  | 12 | -11 | 0     |

##### Matchresultat
Alla tider är lokala (GMT+1).
| 17 april 2011 12:00 | USA | 5 − 0 (0−0, 2−0, 3−0) | Slovakien | Hallenstadion Zürich |

|  | | Matchsummering |  | Åskådare: 585                   |                                 |
|  | Kendall Coyne (23:50) Josephine Pucci (28:18) Hilary Knight (40:11) Meghan Duggan (40:19) Brianna Decker (47:27) |                |  | Domare: Melanie Bordeleau (CAN) | Domare: Melanie Bordeleau (CAN) |

| 17 april 2011 16:00 | Sverige | 7 − 1 (3−1, 1−0, 3−0) | Ryssland | Hallenstadion Zürich |

|  | | Matchsummering |                          | Åskådare: 520            |                          |
|  | Erika Holst (04:56) Elin Holmlöv (07:24) Rebecca Stenberg (08:45) Tina Enström (21:38) Erika Grahm (40:18) Frida Nevalainen (45:53) Anna Borgqvist (58:46) |                | (15:06) Alexandra Vafina | Domare: Erin Blair (USA) | Domare: Erin Blair (USA) |

| 18 april 2011 12:00 | Sverige | 3 − 0 (1−0, 1−0, 1−0) | Slovakien | Hallenstadion Zürich |

|  |                                                                       | Matchsummering |  | Åskådare: 829             |                           |
|  | Frida Nevalainen (05:53) Pernilla Winberg (38:34) Erika Grahm (53:39) |                |  | Domare: Joy Tottman (GBR) | Domare: Joy Tottman (GBR) |

| 18 april 2011 16:00 | Ryssland | 1 − 13 (0−5, 1−3, 0−5) | USA | Hallenstadion Zürich |

|  |                             | Matchsummering | | Åskådare: 535                |                              |
|  | Jekaterina Lebedeva (39:59) |                | (07:03) Hilary Knight (09:25) Anne Schleper (10:42) Julie Chu (12:14) Angela Ruggiero (15:21) Meghan Duggan (26:20) Caitlin Cahow (31:33) Hilary Knight (31:56) Brianna Decker (46:41) Hilary Knight (48:07) Kelli Stack (50:35) Kendall Coyne (51:55) Kacey Bellamy (55:40) Angela Ruggiero | Domare: Nicole Hertich (GER) | Domare: Nicole Hertich (GER) |

| 20 april 2011 14:00 | Slovakien | 1 − 4 (0−1, 0−0, 1−3) | Ryssland | Deutweg rink Winterthur |

|  |                        | Matchsummering | | Åskådare: 257           |                         |
|  | Jana Kapustova (57:24) |                | (19:54) Tatyana Burina (43:58) Jekaterina Smolentseva (47:11) Tatyana Burina (56:38) Alexandra Vafina | Domare: Aina Hove (NOR) | Domare: Aina Hove (NOR) |

| 20 april 2011 20:00 | USA | 9 − 1 (4−0, 5−0, 0−1) | Sverige | Deutweg rink Winterthur |

|  | | Matchsummering |                     | Åskådare: 748             |                           |
|  | Kelli Stack (05:02) Jen Schoullis (08:48) Monique Lamoureux-Kolls (11:30) Jenny Potter (19:54) Meghan Duggan (23:34) Jen Schoullis (27:09) Kendall Coyne (31:00) Jocelyne Lamoureux (33:10) Meghan Duggan (39:10) |                | (43:28) Erika Grahm | Domare: Ulla Sipila (FIN) | Domare: Ulla Sipila (FIN) |

#### Grupp B
Grupp B spelas i Winterthur.
Not: Ettan direkt till semifinal, tvåan och trean spelar kvartsfinal, fyran får spela för att hålla sig kvar
| Plats | Lag       | SP | V | VÖ | FÖ | F | GM | IM | MSK | Poäng |
| ----- | --------- | -- | - | -- | -- | - | -- | -- | --- | ----- |
| 1     | Kanada    | 3  | 3 | 0  | 0  | 0 | 21 | 0  | +21 | 9     |
| 2     | Schweiz   | 3  | 1 | 1  | 0  | 1 | 8  | 14 | -6  | 5     |
| 3     | Finland   | 3  | 1 | 0  | 1  | 1 | 6  | 7  | -1  | 4     |
| 4     | Kazakstan | 3  | 0 | 0  | 0  | 3 | 4  | 18 | -14 | 0     |

##### Matchresultat
Alla tider är lokala (GMT+1).
| 16 april 2011 16:00 | Finland | 5 − 3 (2−1, 2−0, 1−2) | Kazakstan | Deutweg rink Winterthur |

|  | | Matchsummering |                                                                              | Åskådare: 634             |                           |
|  | Pia Lund (04:20) Annina Rajahuhta (09:33) Karoliina Rantamäki (24:01) Susanna Tapani (39:15) Michelle Karvinen (48:31) |                | (06:22) Natalja Jakovtjuk (40:48) Natalja Jakovtjuk (49:44) Zarina Tukhtyeva | Domare: Joy Tottman (GBR) | Domare: Joy Tottman (GBR) |

| 16 april 2011 20:00 | Kanada | 12 − 0 (3−0, 5−0, 4−0) | Schweiz | Deutweg rink Winterthur |

|  | | Matchsummering |  | Åskådare: 2 900               |                               |
|  | Cherie Piper (10:42) Haley Irwin (16:02) Hayley Wickenheiser (18:33) Meaghan Mikkelson (23:01) Gillian Apps (26:33) Rebecca Johnston (29:04) Marie-Philip Poulin-Nadeau (34:30) Jennifer Wakefield (34:44) Cherie Piper (41:57) Jayna Hefford (42:40) Cherie Piper (54:29) Tessa Bonhomme (59:33) |                |  | Domare: Nicole Hertrich (GER) | Domare: Nicole Hertrich (GER) |

| 17 april 2011 16:00 | Kazakstan | 0 − 7 (0−2, 0−3, 0−2) | Kanada | Deutweg rink Winterthur |

|  |  | Matchsummering | | Åskådare: 411             |                           |
|  |  |                | (09:22) Caroline Ouellette (12:05) Hayley Wickenheiser (20:55) Marie-Philip Poulin-Nadeau (27:33) Meaghan Mikkelson (39:46) Meaghan Mikkelson (43:42) Haley Irwin (52:01) Natalie Spooner | Domare: Ulla Sipilä (FIN) | Domare: Ulla Sipilä (FIN) |

| 17 april 2011 20:00 | Finland | 1 − 2 sd (1−0, 0−1, 0−0, 0−1) | Schweiz | Deutweg rink Winterthur |

|  |                        | Matchsummering |                                             | Åskådare: 2 117         |                         |
|  | Tanja Niskanen (05:51) |                | (38:50) Nicole Bullo (61:50) Stefanie Marty | Domare: Aina Hove (NOR) | Domare: Aina Hove (NOR) |

| 19 april 2011 16:00 | Kanada | 2 − 0 (1−0, 0−0, 1−0) | Finland | Deutweg rink Winterthur |

|  |                                                | Matchsummering |  | Åskådare: 614            |                          |
|  | Rebecca Johnston (12:46) Jayna Hefford (59:34) |                |  | Domare: Erin Blair (USA) | Domare: Erin Blair (USA) |

| 19 april 2011 20:00 | Schweiz | 6 − 1 (3−0, 1−0, 2−1) | Kazakstan | Deutweg rink Winterthur |

|  | | Matchsummering |                           | Åskådare: 2 436                 |                                 |
|  | Sandra Thalmann (04:49) Julia Marty (06:37) Darcia Leimgruber (18:14) Darcia Leimgruber (32:31) Sara Benz (46:46) Christine Meier (57:06) |                | (42:02) Natalja Yakovchuk | Domare: Melanie Bordeleau (CAN) | Domare: Melanie Bordeleau (CAN) |

### Nedflyttningsmatcher
Alla tider är lokala (GMT+1).
| 22 april 2011 20:00 | Slovakien | 1 – 0 (0−0, 0−0, 1−0) | Kazakstan | Deutweg rink Winterthur |

|  |                         | Matchsummering |  | Åskådare: 127           |                         |
|  | Anna Dzurnakova (47:59) |                |  | Domare: Aina Hove (NOR) | Domare: Aina Hove (NOR) |

| 24 april 2011 20:00 | Kazakstan | 1 – 2 öt/str (1−0, 0−0, 0−1, 0−0, 0−1) | Slovakien | Deutweg rink Winterthur |

|  |                    | Matchsummering |                                                     | Åskådare: 113             |                           |
|  | Galina Shu (10:46) |                | (53:55) Iveta Karafiatova (65:00) Martina Velickova | Domare: Ulla Sipila (FIN) | Domare: Ulla Sipila (FIN) |

| 25 april 2011 16:00 | Slovakien | Spelades inte | Kazakstan | Deutweg rink Winterthur |

|  |  |  |  |  |  |
|  |  |  |  |  |  |

### Slutspel

#### Kvartsfinaler
| 22 april 2011 16:00 | Sverige | 1 – 5 (0−3, 0−1, 1−1) | Finland | Hallenstadion Zürich |

|  |                     | Matchsummering | | Åskådare: 931                   |                                 |
|  | Erika Holst (43:43) |                | (01:42) Michelle Karvinen (06:23) Michelle Karvinen (13:08) Annina Rajahuhta (37:44) Karoliina Rantamäki (56:23) Karoliina Rantamäki | Domare: Melanie Bordeleau (CAN) | Domare: Melanie Bordeleau (CAN) |

| 22 april 2011 20:00 | Schweiz | 4 – 5 sd (1−0, 2−0, 1−4, 0−1) | Ryssland | Hallenstadion Zürich |

|  |                                                                                      | Matchsummering | | Åskådare: 4 123           |                           |
|  | Darcia Leimgruber (00:35) Sara Benz (25:50) Sara Benz (33:33) Stefanie Marty (59:17) |                | (47:49) Jekaterina Smolentseva (50:47) Olga Permjakova (52:01) Alexandra Kapustina (54:21) Olga Sosina (62:58) Tatjana Burina | Domare: Joy Tottman (GBR) | Domare: Joy Tottman (GBR) |

#### Semifinaler
| 23 april 2011 16:00 | Kanada | 4 – 1 (2−1, 0−0, 2−0) | Finland | Hallenstadion Zürich |

|  | | Matchsummering |                           | Åskådare: 912            |                          |
|  | Rebecca Johnston (10:17) Marie-Philip Poulin-Nadeau (19:04) Jayna Hefford (40:43) Hayley Wickenheiser (48:18) |                | (11:43) Michelle Karvinen | Domare: Erin Blair (USA) | Domare: Erin Blair (USA) |

| 23 april 2011 20:00 | USA | 5 – 1 (2−1, 2−0, 1−0) | Ryssland | Hallenstadion Zürich |

|  | | Matchsummering |                       | Åskådare: 821                 |                               |
|  | Monique Lamoureux-Kolls (11:31) Kendall Coyne (12:05) Jocelyne Lamoureux (24:08) Brianna Decker (26:59) Brianna Decker (52:18) |                | (03:21) Ija Gavrilova | Domare: Nicole Hertrich (GER) | Domare: Nicole Hertrich (GER) |

#### Match om femte plats
| 24 april 2011 12:00 | Sverige | 3 – 2 öt/str (2−2, 0−0, 0−0, 0−0, 1−0) | Schweiz | Hallenstadion Zürich |

|  |                                                                 | Matchsummering |                                           | Åskådare: 2 043           |                           |
|  | Emma Eliasson (05:04) Tina Enström (08:22) Elin Holmlöv (70:00) |                | (10:36) Anja Stiefel (17:04) Nicole Bullo | Domare: Joy Tottman (GBR) | Domare: Joy Tottman (GBR) |

#### Bronsmatch
| 25 april 2011 16:00 | Finland | 3 – 2 sd (1−0, 1−0, 0−2, 1−0) | Ryssland | Hallenstadion Zürich |

|  |                                                                                   | Matchsummering |                                              | Åskådare: 2 463                 |                                 |
|  | Minnamari Tuominen (14:15) Minnamari Tuominen (21:18) Karoliina Rantamäki (62:49) |                | (49:54) Inna Djubanok (52:30) Marina Sergina | Domare: Melanie Bordeleau (CAN) | Domare: Melanie Bordeleau (CAN) |

#### Final
| 25 april 2011 20:00 | USA | 3 – 2 sd (1−1, 1−0, 0−1, 1−0) | Kanada | Hallenstadion Zürich |

|  |                                                                       | Matchsummering |                                               | Åskådare: 4 318               |                               |
|  | Jocelyne Lamoureux (16:56) Jenny Potter (32:05) Hilary Knight (67:48) |                | (19:52) Gillian Apps (56:04) Rebecca Johnston | Domare: Nicole Hertrich (GER) | Domare: Nicole Hertrich (GER) |

| Världsmästare: USA:s fjärde VM-titel |

### Slutställning
| VM 2011 | VM 2011   |
| ------- | --------- |
| Guld    | USA       |
| Silver  | Kanada    |
| Brons   | Finland   |
| 4.      | Ryssland  |
| 5.      | Sverige   |
| 6.      | Schweiz   |
| 7.      | Slovakien |
| 8.      | Kazakstan |

## Division I
Division I spelades i Ravensburg, Tyskland mellan den 11 och 17 april 2011.
Deltagande lag:
- Japan
- Kina
- Lettland
- Norge
- Tyskland
- Österrike

Japanska ishockeyförbundet meddelade Internationella ishockeyförbundet, IIHF, att man på grund av de katastrofala följderna av jordbävningen vid Tohoku 2011 inte kommer att ställa upp i turneringen. 

### Resultat
| Datum         | Match                | Res.  | Periodres.  |
| ------------- | -------------------- | ----- | ----------- |
| 11 april 2011 | Norge - Kina         | 7 - 3 | 3-1,2-0,2-2 |
| 11 april 2011 | Österrike - Tyskland | 0 - 4 | 0-0,0-1,0-3 |
| 13 april 2011 | Kina - Österrike     | 4 - 3 | 2-3,2-0,0-0 |
| 13 april 2011 | Tyskland - Lettland  | 2 - 1 | 1-1,1-0,0-0 |
| 14 april 2011 | Kina - Lettland      | 1 - 3 | 0-3,1-0,0-0 |
| 14 april 2011 | Norge - Österrike    | 3 - 1 | 0-0,1-1,2-0 |
| 16 april 2011 | Lettland - Norge     | 0 - 2 | 0-1,0-0,0-1 |
| 16 april 2011 | Kina - Tyskland      | 0 - 3 | 0-0,0-1,0-2 |
| 17 april 2011 | Österrike - Lettland | 2 - 1 | 1-0,1-0,0-1 |
| 17 april 2011 | Tyskland - Norge     | 3 - 1 | 0-0,0-0,3-1 |

### Tabell
Not: SM = Spelade matcher, V = Vinst efter ordinarie tid, ÖV = Övertidsvinst, ÖF = Övertidsförlust, F = Förlust efter ordinarie tid, GM = Gjorda mål, IM = Insläppta mål, MSK = Målskillnad, Pts = Poäng
| Lag       | SM | V | ÖV | ÖF | F | GM | IM | MSK | Pts |
| --------- | -- | - | -- | -- | - | -- | -- | --- | --- |
| Tyskland  | 4  | 4 | 0  | 0  | 0 | 12 | 2  | +10 | 12  |
| Norge     | 4  | 3 | 0  | 0  | 1 | 13 | 7  | +6  | 9   |
| Lettland  | 4  | 1 | 0  | 0  | 3 | 5  | 7  | -2  | 3   |
| Österrike | 4  | 1 | 0  | 0  | 3 | 6  | 12 | -6  | 3   |
| Kina      | 4  | 1 | 0  | 0  | 3 | 8  | 16 | -8  | 3   |

## Division II
Division II spelades i Caen, Frankrike mellan den 4 och 10 april 2011. Matcherna avgjordes i arenan Patinoire de Caen la Mer.
Deltagande lag:
- Tjeckien
- Frankrike
- Danmark
- Italien
- Storbritannien
- Nordkorea

Nordorea ställde inte upp till spel på grund av ekonomiska problem.  Nordkoreas matcher förverkas och laget kommer att flyttas ned till Division III inför VM 2012.

### Resultat
| Datum         | Match                      | Res.  | Periodres.    |
| ------------- | -------------------------- | ----- | ------------- |
| 4 april 2011  | Danmark - Storbritannien   | 8 - 1 | 3-1,3-0,2-0   |
| 4 april 2011  | Nordkorea - Tjeckien       | 0 - 5 |               |
| 4 april 2011  | Frankrike - Italien        | 1 - 0 | 0-0, 1-0, 0-0 |
| 5 april 2011  | Tjeckien - Storbritannien  | 5 - 1 | 1-0, 3-1, 1-0 |
| 5 april 2011  | Frankrike - Nordkorea      | 5 - 0 |               |
| 5 april 2011  | Italien - Danmark          | 1 - 3 | 0-0, 1-1, 0-2 |
| 7 april 2011  | Italien - Tjeckien         | 1 - 3 | 1-1, 0-0, 0-2 |
| 7 april 2011  | Nordkorea - Storbritannien | 0 - 5 |               |
| 7 april 2011  | Frankrike - Danmark        | 3 - 1 | 1-0, 2-0, 0-1 |
| 9 april 2011  | Italien - Nordkorea        | 5 - 0 |               |
| 9 april 2011  | Danmark - Tjeckien         | 0 - 7 | 0-3, 0-3, 0-1 |
| 9 april 2011  | Storbritannien - Frankrike | 1 - 4 | 0-0, 0-1, 1-3 |
| 10 april 2011 | Nordkorea - Danmark        | 0 - 5 |               |
| 10 april 2011 | Storbritannien - Italien   | 2 - 4 | 1-1, 1-0, 0-3 |
| 10 april 2011 | Tjeckien - Frankrike       | 3 - 0 | 1-0, 0-0, 2-0 |

### Tabell
Not: SM = Spelade matcher, V = Vinst efter ordinarie tid, ÖV = Övertidsvinst, ÖF = Övertidsförlust, F = Förlust efter ordinarie tid, GM = Gjorda mål, IM = Insläppta mål, MSK = Målskillnad, Pts = Poäng
| Lag            | SM | V | ÖV | ÖF | F | GM | IM | MSK | Pts |
| -------------- | -- | - | -- | -- | - | -- | -- | --- | --- |
| Tjeckien       | 5  | 5 | 0  | 0  | 0 | 23 | 2  | +21 | 15  |
| Frankrike      | 5  | 4 | 0  | 0  | 1 | 13 | 5  | +8  | 12  |
| Danmark        | 5  | 3 | 0  | 0  | 2 | 17 | 12 | +5  | 9   |
| Italien        | 5  | 2 | 0  | 0  | 3 | 11 | 9  | +2  | 6   |
| Storbritannien | 5  | 1 | 0  | 0  | 4 | 10 | 21 | -11 | 3   |
| Nordkorea      | 5  | 0 | 0  | 0  | 5 | 0  | 25 | -25 | 0   |

## Division III
Division III spelades i Newcastle, Australien mellan den 1 och 6 februari 2011. Matcherna spelades i HISS Arena.
Deltagande lag:
- Nederländerna
- Australien
- Ungern
- Slovenien
- Kroatien
- Belgien

### Resultat
| Datum           | Match                      | Res.   | Periodres.          |
| --------------- | -------------------------- | ------ | ------------------- |
| 1 februari 2011 | Ungern - Kroatien          | 12 - 1 | 7-1,3-0,2-0         |
| 1 februari 2011 | Slovenien - Nederländerna  | 0 - 3  | 0-0,0-2,0-1         |
| 1 februari 2011 | Australien - Belgien       | 7 - 1  | 1-1,4-0,2-0         |
| 2 februari 2011 | Nederländerna - Kroatien   | 9 - 0  | 1-0,5-0,3-0         |
| 2 februari 2011 | Belgien - Ungern           | 1 - 9  | 1-0,0-2,0-7         |
| 2 februari 2011 | Australien - Slovenien     | 7 - 4  | 2-1,3-2,2-1         |
| 3 februari 2011 | Nederländerna - Belgien    | 13 - 0 | 2-0,7-0,4-0         |
| 3 februari 2011 | Slovenien - Kroatien       | 3 - 1  | 3-0,0-0,0-1         |
| 3 februari 2011 | Australien - Ungern        | 1 - 0  | 0-0,1-0,0-0         |
| 5 februari 2011 | Belgien - Slovenien        | 1 - 9  | 0-3,1-3,0-3         |
| 5 februari 2011 | Ungern - Nederländerna     | 2 - 5  | 1-1,1-0,0-4         |
| 5 februari 2011 | Kroatien - Australien      | 1 - 5  | 1-1,0-1,0-3         |
| 6 februari 2011 | Slovenien - Ungern         | 3 - 4  | 1-0,1-2,1-1,0-1     |
| 6 februari 2011 | Kroatien - Belgien         | 2 - 0  | 1-0,0-0,1-0         |
| 6 februari 2011 | Nederländerna - Australien | 3 - 2  | 0-0,1-1,1-1,0-0,1-0 |

### Tabell
Not: SM = Spelade matcher, V = Vinst efter ordinarie tid, ÖV = Övertidsvinst, ÖF = Övertidsförlust, F = Förlust efter ordinarie tid, GM = Gjorda mål, IM = Insläppta mål, MSK = Målskillnad, Pts = Poäng
| Lag           | SM | V | ÖV | ÖF | F | GM | IM | MSK | Pts |
| ------------- | -- | - | -- | -- | - | -- | -- | --- | --- |
| Nederländerna | 5  | 4 | 1  | 0  | 0 | 33 | 4  | +29 | 14  |
| Australien    | 5  | 4 | 0  | 1  | 0 | 22 | 9  | +13 | 13  |
| Ungern        | 5  | 2 | 1  | 0  | 2 | 27 | 11 | +16 | 8   |
| Slovenien     | 5  | 2 | 0  | 1  | 2 | 19 | 16 | +3  | 7   |
| Kroatien      | 5  | 1 | 0  | 0  | 4 | 5  | 29 | -24 | 3   |
| Belgien       | 5  | 0 | 0  | 0  | 5 | 3  | 40 | -37 | 0   |

## Division IV
Division IV spelades i Reykjavik, Island mellan den 27 mars och 1 april 2011. Matcherna spelades i Laugardalur Arena.
Deltagande lag:
- Nya Zeeland
- Sydkorea
- Island
- Rumänien
- Sydafrika

### Resultat
| Datum        | Match                   | Res.  | Periodres.  |
| ------------ | ----------------------- | ----- | ----------- |
| 27 mars 2011 | Sydafrika - Kroatien    | 0 - 6 | 0-3,0-0,0-3 |
| 27 mars 2011 | Nya Zeeland - Island    | 3 - 1 | 1-1,1-0,1-0 |
| 28 mars 2011 | Rumänien - Sydafrika    | 3 - 1 | 2-0,1-0,0-1 |
| 29 mars 2011 | Sydkorea - Nya Zeeland  | 1 - 3 | 1-2,0-0,0-1 |
| 29 mars 2011 | Island - Rumänien       | 3 - 2 | 2-0,1-0,0-2 |
| 30 mars 2011 | Sydafrika - Island      | 1 - 5 | 1-0,0-2,0-3 |
| 31 mars 2011 | Nya Zeeland - Sydafrika | 7 - 2 | 2-1,2-0,3-1 |
| 31 mars 2011 | Sydkorea - Rumänien     | 4 - 2 | 0-1,2-1,2-0 |
| 1 april 2011 | Rumänien - Nya Zeeland  | 2 - 7 | 0-3,1-2,1-2 |
| 1 april 2011 | Sydafrika - Rumänien    | 1 - 4 | 0-1,1-1,0-2 |

### Tabell
Not: SM = Spelade matcher, V = Vinst efter ordinarie tid, ÖV = Övertidsvinst, ÖF = Övertidsförlust, F = Förlust efter ordinarie tid, GM = Gjorda mål, IM = Insläppta mål, MSK = Målskillnad, Pts = Poäng
| Lag         | SM | V | ÖV | ÖF | F | GM | IM | MSK | Pts |
| ----------- | -- | - | -- | -- | - | -- | -- | --- | --- |
| Nya Zeeland | 4  | 4 | 0  | 0  | 0 | 20 | 6  | +14 | 12  |
| Sydkorea    | 4  | 3 | 0  | 0  | 1 | 15 | 6  | +9  | 9   |
| Island      | 4  | 2 | 0  | 0  | 2 | 10 | 10 | ±0  | 6   |
| Rumänien    | 4  | 1 | 0  | 0  | 3 | 9  | 15 | -6  | 3   |
| Sydafrika   | 4  | 0 | 0  | 0  | 4 | 4  | 21 | -17 | 0   |

## Division V
Division V spelades i Sofia, Bulgarien mellan den 14 och 19 mars 2011. Matcherna spelades i Winter Sports Palace.
Deltagande lag:
- Polen
- Spanien
- Bulgarien
- Turkiet
- Irland

### Resultat
| Datum        | Match               | Res.   | Periodres.      |
| ------------ | ------------------- | ------ | --------------- |
| 14 mars 2011 | Polen - Irland      | 23 - 0 | 7-0,9-0,7-0     |
| 14 mars 2011 | Bulgarien - Turkiet | 2 - 1  | 1-1,0-0,1-0     |
| 15 mars 2011 | Turkiet - Spenien   | 0 - 7  | 0-1,0-1,0-5     |
| 15 mars 2011 | Polen - Bulgarien   | 19 - 0 | 5-0,8-0,6-0     |
| 16 mars 2011 | Irland - Turkiet    | 0 - 3  | 0-3,0-0,0-0     |
| 16 mars 2011 | Bulgarien - Spanien | 0 - 7  | 0-1,0-3,0-3     |
| 18 mars 2011 | Spanien- Polen      | 4 - 5  | 3-1,1-3,0-0,0-1 |
| 18 mars 2011 | Irland - Bulgarien  | 0 - 3  | 0-2,0-1,0-0     |
| 19 mars 2011 | Spanien - Irland    | 14 - 0 | 8-0,4-0,2-0     |
| 19 mars 2011 | Turkiet - Polen     | 0 - 14 | 0-4,0-5,0-5     |

### Tabell
Not: SM = Spelade matcher, V = Vinst efter ordinarie tid, ÖV = Övertidsvinst, ÖF = Övertidsförlust, F = Förlust efter ordinarie tid, GM = Gjorda mål, IM = Insläppta mål, MSK = Målskillnad, Pts = Poäng
| Lag       | SM | V | ÖV | ÖF | F | GM | IM | MSK | Pts |
| --------- | -- | - | -- | -- | - | -- | -- | --- | --- |
| Polen     | 4  | 3 | 1  | 0  | 0 | 61 | 4  | +57 | 11  |
| Spanien   | 4  | 3 | 0  | 1  | 0 | 32 | 5  | +27 | 10  |
| Bulgarien | 4  | 2 | 0  | 0  | 2 | 5  | 27 | -22 | 6   |
| Turkiet   | 4  | 1 | 0  | 0  | 3 | 4  | 23 | -19 | 3   |
| Irland    | 4  | 0 | 0  | 0  | 4 | 0  | 43 | -43 | 0   |

### Fotnoter
1. ↑  ”Japan withdraws from events”. Internationella ishockeyförbundet. 11 mars 2011. http://www.iihf.com/home-of-hockey/news/news-singleview/article/japan-withdraws-from-events.html?tx_ttnews%5BbackPid%5D=187&cHash=20e9700c09. Läst 3 april 2011.
2. ↑  ”Withdrawals from Division II”. Internationella ishockeyförbundet. 28 mars 2011. http://www.iihf.com/sv/home-of-hockey/news/news-singleview/?tx_ttnews%5Btt_news%5D=5454&cHash=d70c588d9e3b3811353c9b7573ddc9ca. Läst 11 april 2011.